# Markel Susaeta
Markel Susaeta Laskurain (Eibar, 14. prosinca 1987.), je bivši španjolski profesionalni nogometaš koji je većinom igrao na poziciji desnog krila. Zabilježio je i jedan nastup za španjolsku reprezentaciju u 2012. godini.

## Reprezentativna karijera
Dana 9. studenoga 2012. godine, zahvaljujući svojoj odličnoj formi u klubu, pozvan je u španjolsku reprezentaciju po prvi put, za prijateljsku utakmicu protiv Paname te je svoj debi okrunio pogotkom u pobjedi od 5:1.

### Pogodci za reprezentaciju
| #  | Datum               | Mjesto                           | Protivnik | Pogodak | Rezultat | Natjecanje            |
| -- | ------------------- | -------------------------------- | --------- | ------- | -------- | --------------------- |
| 1. | 14. studenoga 2012. | Rommel Fernández, Panamá, Panama | Panama    | 1 : 5   | 1 : 5    | Prijateljska utakmica |

## Klupski uspjesi
Athletic Bilbao
- Španjolski superkup (1): 2015.

## Vanjske poveznice
- Profil na Transfermarktu
- Profil na Soccerwayu